# Lê Quang Luật
Lê Quang Luật (27 tháng 5 năm 1916 – ?) là luật sư và nhà báo người Việt Nam, cựu Bộ trưởng Thông tin Quốc gia Việt Nam và chính khách đối lập thời Việt Nam Cộng hòa. 

## Tiểu sử

### Thân thế và học vấn
Lê Quang Luật sinh ngày 27 tháng 5 năm 1916 tại Hà Nội, Bắc Kỳ, Liên bang Đông Dương. Ông xuất thân là luật sư, từng làm chủ bút nhiều tờ báo, bao gồm nhật báo Kiến Quốc, tuần báo Công giáo Nhiệm Vụ và tạp chí pháp lý Phổ Thông. Ngoài ra ông còn là cộng sự viên thân tín của Giám mục Lê Hữu Từ.

### Sự nghiệp chính trị
Dưới thời Pháp thuộc, ông gia nhập Đại Việt Duy dân Đảng được một thời gian ngắn thì chuyển sang Đảng Công giáo Xã hội, về sau đổi tên thành Phong trào Dân chúng Liên hiệp do ông lãnh đạo nhằm làm hậu thuẫn cho hai anh em Diệm Nhu. Năm 1954, Ngô Đình Diệm được Quốc trưởng Bảo Đại cử làm Thủ tướng Quốc gia Việt Nam, Lê Quang Luật được ông Nhu phái sang Pháp với Trần Chánh Thành làm phụ tá cho ông Diệm, nhờ hiểu biết và giỏi tiếng Pháp nên ông qua Paris viết diễn văn bằng tiếng Pháp cho ông Diệm, rồi sau cùng nhóm thân tín tháp tùng ông Diệm về nước tham chính. Sau khi ông Diệm thành lập nội các đầu tiên, Lê Quang Luật được cử làm Bộ trưởng phụ trách nhiệm vụ Thông tin trực thuộc Phủ Thủ tướng vào ngày 7 tháng 7 năm 1954, rồi tháng sau lại ra Hà Nội làm Đại biểu Chính phủ tại Bắc Việt thay cho Hoàng Cơ Bình.
Tại Hội nghị Genève, ông tham gia với tư cách quan sát viên kiêm cố vấn chính trị cùng Phái đoàn Quốc gia Việt Nam, đại diện cho các nhóm chính trị miền Bắc. Theo quy định của Hiệp ước Genève, ngày 18 tháng 5 năm 1955, sau hạn kỳ 300 ngày của chính quyền quốc gia tại Bắc Việt, Lê Quang Luật xuống tàu Ville de Hai Phong của Pháp mang theo một hộp đất phủ lá quốc kỳ vào Sài Gòn để dân miền Nam lưu niệm nhớ thương đất tổ Hùng Vương. Chiếc hộp đựng đất đã được dân chúng Sài Gòn đón tiếp long trọng rồi làm lễ tại Thảo Cầm Viên. Trong cuộc di cư của đồng bào miền Bắc vào Nam, Lê Quang Luật là người có nhiều sáng kiến chính trị xuất sắc, lại khôn khéo tổ chức cho cuộc di cư dù đông đảo nhưng vẫn trật tự, đem được trên 650.000 người công giáo miền Bắc vào Nam làm chủ lực hậu thuẫn cho ông Diệm sau này. Sau đó do bất đồng với chế độ của ông Diệm mà Lê Quang Luật từ chức rồi về hành nghề luật sư như cũ.
Dưới thời Đệ Nhất Cộng hòa, Lê Quang Luật tham gia Nhóm Caravelle ra tuyên ngôn lên án chính quyền vào năm 1960 nên bị tống giam cho đến khi xảy ra cuộc đảo chính năm 1963 mới được trả tự do. Ông cùng nhóm bạn thân gồm tướng Đỗ Mậu, học giả Mai Ngọc Liệu, nhà báo Vũ Ngọc Các và luật sư Trần Thanh Lập cho xuất bản báo Dân Chủ để vinh danh cuộc đảo chính này và tranh đấu đòi hỏi Hội đồng Quân nhân Cách mạng thiết lập chế độ dân chủ để thực hiện đại đoàn kết quốc gia hầu cứu vãn tình hình chiến thắng cộng sản.
Dưới thời Đệ Nhị Cộng hòa, Lê Quang Luật ra ứng cử Dân biểu tại Biên Hòa nhưng thất cử vì không được sự ủng hộ của cử tri Công giáo di cư ở Hố Nai. Về sau ông ủng hộ nhóm Dương Văn Minh và tham gia vào các hoạt động chính trị đối lập với chính quyền Tổng thống Nguyễn Văn Thiệu.

### Sau năm 1975
Sau ngày 30 tháng 4 năm 1975, Lê Quang Luật tình nguyện ở lại đất nước rồi ít lâu sau phải đi học tập cải tạo. Không rõ ông mất vào lúc nào.

## Đời tư
Lê Quang Luật là người Công giáo, không lập gia đình mà ở vậy làm ăn nuôi cha mẹ già.